# Thalita Costa
Thalita da Silva Costa (São Luís, 30 de maio de 1997) é uma jogadora de rúgbi brasileira. Sua irmã gêmea, Thalia Costa, também joga rúgbi de sete pelo Brasil.
Ela foi convocada pela primeira vez para a seleção nacional em 2019. Costa foi convocada para integrar a Seleção Brasileira nos Jogos Olímpicos de 2020, realizados em Tóquio, no Japão, onde o Brasil terminou em 11.º lugar.